# Stien den Hollander
Stien den Hollander (művésznevén: S10) (Abbekerk, 2000. november 8. – ) holland énekesnő, ő képviselte Hollandiát a 2022-es Eurovíziós Dalfesztiválon Torinóban, ahol a tizenegyedik helyen végzett a döntőben.

## Zenei karrierje
2021. december 7-én a holland közszolgálati televízió (AVROTROS) bejelentette, hogy az énekesnő képviseli Hollandiát a következő Eurovíziós Dalfesztiválon. Versenydalát, a De diepte-t március 3-án mutatták be, amely az ország eurovíziós történelmében 2010 óta először holland nyelven hangzott el.
2023-ban ő közölte a holland szakmai zsűri pontjait az Eurovíziós Dalfesztivál döntőjében.

## Diszkográfia

### Stúdióalbumok
- Antipsychotia (2017)
- Lithium (2019)
- Snowsniper (2020)
- Vlinders (2022)
- Ik Besta Voor Altijd Zolang Jij Aan Mij Denkt (2022)

### Középlemezek
- Diamonds (2019)

### Kislemezek
- Gucci Veter (2017)
- Ik Heb Jouw Back (2019)
- Laat Mij Niet Gaan (2019)
- Alleen (2019)
- Love = Drugs (2020)
- Maria (2020)
- Adem Je In (2021)
- Onderweg (2021)
- De diepte (2022)

### Közreműködések
- Hooop (2018, Jayh)
- Achter Ramen (2020, Zwangere Guy)
- Schaduw (2021, KA)